# Warszkowo (gromada)
Warszkowo (od 1 I 1958 Sławno) – dawna gromada, czyli najmniejsza jednostka podziału terytorialnego Polskiej Rzeczypospolitej Ludowej w latach 1954–1972.
Gromady, z gromadzkimi radami narodowymi (GRN) jako organami władzy najniższego stopnia na wsi, funkcjonowały od reformy reorganizującej administrację wiejską przeprowadzonej jesienią 1954 do momentu ich zniesienia z dniem 1 stycznia 1973, tym samym wypierając organizację gminną w latach 1954–1972.
Gromadę Warszkowo z siedzibą GRN w Warszkowie utworzono – jako jedną z 8759 gromad na obszarze Polski – w powiecie sławieńskim w woj. koszalińskim na mocy uchwały nr 43/54 WRN w Koszalinie z dnia 5 października 1954. W skład jednostki weszły obszary dotychczasowych gromad Warszkowo, Pomiłowo i Kwasowo ze zniesionej gminy Sławno, obszar dotychczasowej gromady Tychowo ze zniesionej gminy Żukowo oraz obszar dotychczasowej gromady Warszkówko ze zniesionej gminy Wrześnica w tymże powiecie. Dla gromady ustalono 21 członków gromadzkiej rady narodowej.
1 stycznia 1958 gromadę Warszkowo zniesiono przez przeniesienie siedziby GRN z Warszkowa do Sławna i zmianę nazwy jednostki na gromada Sławno.